# Fachen
Il fachen (a volte pronunciato Fachan o Fachin) è una creatura folkloristica scozzese e irlandese. È una creatura mostruosa con una sola gamba e un solo braccio, con una criniera di piume nere ed una bocca enorme. 
La leggenda vuole che il suo aspetto spaventoso possa causare la morte per attacco di cuore al solo vederlo. Fra le sue demoniache prerogative, quella di "poter distruggere durante la notte, albero per albero, un intero frutteto, con il suo braccio tanto avvizzito quanto potente."